# Trúc mộng tình duyên
Trúc Mộng Tình Duyên (Tiếng Trung: 筑梦情缘, Tiếng Anh: The Great Craftsman) là một bộ phim truyền hình Trung Quốc, với sự tham gia các diễn viên nổi tiếng: Dương Mịch, Hoắc Kiến Hoa, Phùng Lôi, Khương Hồng Ba,... Phim được phát sóng từ ngày 06/05/2019 trên đài Hồ Nam TV và các trang phim online tại Trung Quốc như: Mango TV, Tencent Video, Iqiyi, Youku.

## Nội dung
Bộ phim lấy bối cảnh Trung Quốc những năm 20, giai đoạn mà kiến trúc phương Tây đang rất được ưa chuộng còn phong cách truyền thống lại bị ghẻ lạnh. Nam chính Thẩm Kỳ Nam (Hoắc Kiến Hoa) và nữ chính Phó Hàm Quân (Dương Mịch) mang trong mình giấc mộng lớn lao, cùng làm việc với nhiệt huyết trong lĩnh vực kiến trúc xây dựng. Hai nhân vật chính là chàng kỹ sư Thẩm Kỳ Nam và nữ kiến trúc sư Phó Hàm Quân là đại diện cho việc theo đuổi giấc mơ kiến trúc dân quốc, kiên quyết theo đuổi lý tưởng thiết kế “lấy người làm gốc”, đồng thời kết hợp những ưu điểm của kiến trúc phương Đông và phương Tây, cùng nhau đưa kiến trúc đất nước phát triển lên một tầm cao mới. Trái tim tràn đầy nhiệt huyết bên cạnh những năng lượng tích cực là những gì mà phim muốn gửi tới khán giả.

## Diễn viên

### Chính
| Diễn viên                                | Vai diễn                 | Miêu tả |
| ---------------------------------------- | ------------------------ | --- |
| Hoắc Kiến Hoa - Hoàng Nghị (nhỏ)         | Thẩm Kỳ Nam/ Daniel Thẩm | Là một kỹ sư xây dựng tài năng. Có tuổi thơ bất hạnh, gia đình bị Đỗ Vạn Ưng hãm hại dẫn đến cái chết của cha mẹ. Được Phó Kiến Thành - cha Phó Hàm Quân nuôi dưỡng từ nhỏ, khi tình cảm với Phó Hàm Quân dần sâu đậm thì anh biết được bí mật về cái chết của cha mình có liên quan đến cha Phó Hàm Quân. Liên tục bị Đỗ Vạn Ưng hãm hại. Sau này lấy tên Daniel Thẩm, làm chủ xưởng xây dựng Phổ Giang. Bên cạnh cùng Phó Hàm Quân thực hiện tòa nhà đẹp nhất Thượng Hải.                                   |
| Dương Mịch - Hoàng Dương Điền Điềm (nhỏ) | Phó Hàm Quân             | Là kiến trúc sư tài năng, tình cảm sâu đậm với Thẩm Kỳ Nam từ nhỏ. Tuổi thơ lớn lên trong sự thiếu thốn tình thương của mẹ. Một lần bỏ nhà đi tìm mẹ thì gặp được Thẩm Kỳ Nam. Tại đây mẹ ruột cô là Chương Mai (Khương Hồng Ba thủ vai) nhận ra cô, cứu cô khỏi cơn hoả hoạn. Bị mẹ kế và em trai cùng Đỗ Vạn Ưng hãm hại, cô mất công ty Vĩnh Thạnh của cha mình gầy dựng nên vào tay Đỗ Vạn Ưng. Tự lực bằng tài năng của mình, cô thành lập ra công ty xây dựng Hàm Cái, tiếp tục thực hiện hoài bão lớn. |

### Các diễn viên khác
- Phùng Lôi vai Đỗ Vạn Ưng

Từ một cục trưởng hải quan, dùng mưu mô thủ đoạn hãm hại người khác để leo lên chức Bộ Trưởng. Hung thủ gây tan nát gia đình của Thẩm Kỳ Nam, có mối thù sâu đậm với Thẩm gia. Nhiều lần hãm hại Thẩm Kỳ Nam và Phó Hàm Quân. Khi chân tướng sự việc bị bại lộ, Đỗ Vạn Ưng phải trả cái giá thích đáng là tử hình.
- Khương Hồng Ba vai Chương Mai (Tiểu Mai)

Mẹ ruột của Phó Hàm Quân. Năm xưa vì nghèo khổ không giúp được sự nghiệp của Phó Kiến Thành nên bỏ lại Phó Hàm Quân rời đi trong nước mắt. Nhiều năm sau gặp lại con ruột khi Phó Hàm Quân đi tìm mẹ mình. Trong đêm hoả hoạn cứu sống Phó Hàm Quân và bị thương nặng. Được Chương Bỉnh Khôn cứu giúp, gọi Chương Bỉnh Khôn một tiếng Nghĩa Phụ. Sau này bà đã nhận lại con.
- Trương Tuấn Ninh vai Đỗ Thiếu Càn

Con trai duy nhất của Đỗ Vạn Ưng, là kiến trúc sư tốt nghiệp đại học kiến trúc tại Mỹ. Lúc đầu có tình cảm với Phó Hàm Quân, làm tại Công ty xây dựng Vĩnh Thạnh với chức vị giám đốc phòng thiết kế, anh coi thường nữ nhân trong giới kiến trúc nhưng dần phát hiện ra Phó Hàm Quân có tài năng đặc biệt. Bị Phó Hàm Quân từ chối tình cảm. Dần dần nảy sinh tình cảm với Thẩm Kỳ Tây do gia đình cho phép ép Thẩm Kỳ Tây phá thai. Vì muốn cha cho phép đến với Thẩm Kỳ Tây nên ra tay hãm hại Phó Hàm Quân giành Vĩnh Thạnh về mình. Sau này nhận kết cục thích đáng.
- Cát Thi Mẫn vai Thẩm Kỳ Tây
  - Trương Minh Xán (nhỏ)

Con gái thứ 3 của Thẩm Quý Bình. Từ nhỏ lưu lạc được nuôi tại cô nhi viện. Có tình cảm sau đậm với Đỗ Thiếu Càn. Cô có thai với Đỗ Thiếu Càn nhưng bị gia đình hắn cưỡng ép phá thai, vì muốn bảo vệ con mình mà bỏ đi. Nhiều năm sau trở lại Thượng Hải, trở thành ca sĩ của vũ trường Mã Lệ Sa. Gặp lại Đỗ Thiếu Càn nhưng bị ân oán giữa 2 gia đình ngăn cách. Sau bao khó khăn cùng Đỗ Thiếu Càn hạnh phúc bên nhau.
- Khúc Cao Vị vai Thẩm Kỳ Đông
  - Vương Nhất Minh (nhỏ)

Con trai cả của Thẩm Quý Bình. Năm xưa bị truy sát lạc mất người thân. Để trả thù rửa oan cho cha, trở thành cấp dưới của Đỗ Vạn Ưng, âm thầm sắp đặt mọi thứ khiến Đỗ Vạn Ưng sụp đổ.
- Trương Thân vai Phó Kiến Thành

Cha ruột của Phó Hàm Quân. Cả cuộc đời gầy công xây dựng Vĩnh Thành. Năm xưa vì sự nghiệp mà từ bỏ Tiểu Mai (mẹ ruột Phó Hàm Quân). Bị Đỗ Vạn Ưng ép buộc giết chết Thẩm Quý Bình (cha Thẩm Kỳ Nam) nhưng ông không ra tay. Sau này Đỗ Vạn Ưng sợ bí mật năm xưa bị lộ nên sai thuộc hạ ám sát, may mắn được Thẩm Kỳ Nam cứu. Sau khi khỏi bệnh cùng anh em Thẩm Kỳ Nam lật lại án năm xưa rửa oan cho Thẩm Quý Bình.
- Vương Kiêu vai Tào Tuấn

Người làm của Điền Thạch Thu, là bạn từ nhỏ của Thẩm Kỳ Nam. Làm nhiều điều sai trái, sau này hoàn lương theo Thẩm Kỳ Nam xây dựng xưởng Phổ Giang.
- Hứa Dung Chân vai Cố Nguyệt Cần

Vợ cả của Phó Kiến Thành. Năm xưa Phó Kiến Thành vì bà có gia thế nên lấy bà làm vợ để phát triển sự nghiệp. Sau này bị Đỗ Vạn Ưng lừa mất hết mọi thứ. Có kết cục bi thảm.
- Trương Phàm vai Điền Thạch Thu

Chủ xưởng xây dựng Tân Phong. Đối thủ cạnh tranh của Công ty xây dựng Vĩnh Thạnh. Túi tiền của Ngô Lực Vĩ. Bị Phó Thừa Long giết chết rồi đổ tội cho Thẩm Kỳ Nam.
- Trương Y vai Ngô Lực Vĩ

Đối thủ lớn nhất của Đỗ Vạn Ưng. Là con người âm mưu gian xảo.
- Trương Tùng vai Phó Thừa Long

Con trai thứ 2 Phó Kiến Thành, em cùng cha khác mẹ với Phó Hàm Quân. Lười biếng lêu lỏng gây nhiều hậu quả. Giết chết Điền Thạch Thu giá hoạ cho Thẩm Kỳ Nam. Vì ham mê cờ bạc dẫn đến cái chết của mẹ ruột mình.
- Tằng Giang vai Chương Bỉnh Khôn

Ông chủ hiệp hội xây dựng, cũng là cha nuôi của Chương Mai. Là một người coi trọng người tài.

## Nhạc phim
1. Vô Niệm - Trương Lương Dĩnh
2. Ngược gió - Mao Bất Dịch
3. Bút pháp - Úc Khả Duy
4. Tượng tâm - Tô Thi Đinh ft Lý Kỳ 
5. Phù Sinh Nhất Mộng - Chu Văn Đình

## Phát sóng nước ngoài
Malaysia: Kênh ASTRO
 Singapore: Kênh HUB

## Giải thưởng và đề cử
| Năm  | Giải thưởng                                                | Hạng mục                                      | Được đề cử | Kết quả   | Ref.  |
| ---- | ---------------------------------------------------------- | --------------------------------------------- | ---------- | --------- | ----- |
| 2019 | Kim Cốt Đoá - Liên hoan phim và truyền hình mạng lần thứ 4 | Nữ diễn viên chính xuất sắc nhất              | Dương Mịch | Đề cử     | [ 3 ] |
| 2019 | StarHub Night of Stars 2019                                | Nữ diễn viên chính xuất sắc nhất (Trung Quốc) | Dương Mịch | Đoạt giải | [ 4 ] |